# ケン・ロイド
ケン・ロイド（Ken Lloyd, 1976年3月25日 - ）は、イギリス、ロンドン生まれのボーカリスト。本名は賢太郎・ジェームズ・渋谷・ロイド（けんたろう・ジェームズ・しぶや・ロイド、Kentaro James Shibuya Lloyd）。

## 人物
父親がイギリス人で母親が日本人。大学進学時にアメリカの大学と日本の大学、どちらに通うかを迷ったのち来日。1996年にオブリヴィオン・ダストを結成。1997年にメジャー・デビュー。2001年に解散後、2002年にINORANとFAKE?を結成。2005年、INORANが脱退したことにより、FAKE?は実質的にケン・ロイドのソロ・プロジェクトとなった。2007年にオブリヴィオン・ダストを再結成。2011年、Dragon Ashの桜井誠らとATOM ON SPHEREを結成。2021年11月、「KEN LLOYD」名義で初となるソロ活動の開始を発表。2022年1月14日、1st配信シングル「Sweetness」リリース。同年4月よりinterFMにて、冠番組の「KEN LLOYDの”Night Owls”」をスタート。同年8月17日、2nd配信シングル「Aloe」をリリース。